# إميل هاجيك
إميل هاجيك (بالتشيكية: Emil Hájek)‏ هو معلم موسيقى وعازف بيانو تشيكي، ولد في 3 مارس 1886 في هرادتس كرالوفه في التشيك، وتوفي في 17 مارس 1974 في بلغراد في صربيا.